# Hettenshausen
Hettenshausen – miejscowość i gmina w Niemczech, w kraju związkowym Bawaria, w rejencji Górna Bawaria, w regionie Ingolstadt, w powiecie Pfaffenhofen an der Ilm, wchodzi w skład wspólnoty administracyjnej Ilmmünster. Leży około 5 km na południe od Pfaffenhofen an der Ilm, nad rzeką Ilm, przy drodze B13 i linii kolejowej Monachium – Norymberga.

## Dzielnice
W skład gminy wchodzą następujące dzielnice:
- Entrischenbrunn
- Hettenshausen
- Reisgang
- Prambach

## Demografia
| Rok  | Liczba mieszk. |
| ---- | -------------- |
| 1970 | 1 246          |
| 1987 | 1 532          |
| 2000 | 2 052          |
| 2005 | 2 029          |

### Struktura wiekowa
Dane o ludności z 31 grudnia 2008:
| Opis                                | Ogółem | Ogółem | Kobiety | Kobiety | Mężczyźni | Mężczyźni |
| ----------------------------------- | ------ | ------ | ------- | ------- | --------- | --------- |
| Jednostka                           | osób   | %      | osób    | %       | osób      | %         |
| Populacja                           | 1961   | 100    | 967     | 49,31   | 994       | 50,69     |
| Wiek przedprodukcyjny (0–17 lat)    | 355    | 18,1   | 169     | 8,62    | 186       | 9,48      |
| Wiek produkcyjny (18–65 lat)        | 1269   | 64,71  | 614     | 31,31   | 655       | 33,4      |
| Wiek poprodukcyjny (powyżej 65 lat) | 337    | 17,19  | 184     | 9,38    | 153       | 7,8       |

## Polityka
Wójtem gminy jest Hans Wojta z UWG, rada gminy składa się z 12 osób.
|      | CSU/FWV | SPD | UWG | CSU | Razem |
| 2008 | –       | 1   | 7   | 4   | 12    |
| 2002 | 5       | 1   | 6   | –   | 12    |

## Oświata
W gminie znajduje się przedszkole (50 miejsc).